# Útoky žraloků
Žraloci patří mezi skupinu živočichů, kteří občas zaútočí na člověka. Každý rok je po celém světě hlášeno kolem 80 nevyprovokovaných útoků. Přes jejich relativní vzácnost se mnoho lidí bojí žraločích útoků, zejména po náhodných sériových útocích, jako např. útoky žraloků na pobřeží Jersey v roce 1916, a po hororových filmech, jako je série Čelisti. Pouhé tři druhy z více než 489 druhů žraloků jsou zodpovědné za dvouciferné počty smrtelných, nevyprovokovaných útoků na člověka, a to jsou: velký bílý, tygří, a bělavý. Žralok dlouhoploutvý pravděpodobně zabil mnoho dalších lidí, kteří ztroskotali na moři; ti ale většinou nejsou zahrnuti ve statistikách.

## Statistiky
| Region | Celkem útoků | Smrtelných útoků | Poslední úmrtí |
| --- | ------------ | ---------------- | -------------- |
| Spojené státy americké (kromě Havaje) | 1104         | 35               | 2012           |
| Austrálie | 537          | 73               | 2022           |
| Afrika | 347          | 95               | 2023           |
| Asie | 129          | 48               | 2000           |
| Havaj | 137          | 10               | 2015           |
| Pacifické ostrovy / Oceánie (kromě Havaje) | 126          | 49               | 2016           |
| Jižní Amerika | 117          | 26               | 2015           |
| Antily a Bahamy | 70           | 16               | 2013           |
| Střední Amerika | 56           | 27               | 2011           |
| Evropa | 52           | 27               | 1989           |
| Nový Zéland | 49           | 9                | 2013           |
| Réunion | 39           | 19               | 2017           |
| Nespecifikováno / Otevřený oceán | 21           | 7                | 1995           |
| Bermudy | 3            | 0                | —              |
| Celkem: | 2785         | 439              | 2018           |
| Zdroje: Australian Shark Attack File pro nevyprovokované útoky v Austrálii International Shark Attack File pro nevyprovokované útoky ve všech ostatních regionech Naposledy aktualizováno: 19. února 2015 |              |                  |                |

Podle Mezinárodního seznamu žraločích útoků (ISAF), bylo od roku 1958 do 2016 potvrzeno po celém světě 2785 nevyprovokovaných útoků žraloků, z nichž 439 bylo smrtelných.
V roce 2000 bylo hlášeno 79 žraločích útoků z celého světa, 11 z nich smrtelných. V letech 2005 a 2006, se toto číslo snížilo na 61 a 62, zatímco počet smrtelných klesl na pouhé 4 za rok. Celkový počet 81 žraločích útoků za rok 2016 po celém světě odpovídá ročnímu průměru 82 útoků ročně z posledních pěti let (2011–2015). Naopak, 98 žraločích útoků za rok 2015 byl nejvyšší roční počet ze všech záznamů. V roce 2016 byly 4 smrtelné útoky, což je nižší počet než průměrných osm smrtelných útoků ročně po celém světě za roky 2011–2015 a průměrných šest úmrtí za rok v poslední dekádě. 58 % útoků z roku 2016 bylo na surfaře.
Přestože máme všechna tato hlášení, skutečný světový počet smrtelných útoků žraloků zůstává nejistý. Pro většinu pobřežních národů třetího světa neexistují metody hlášení podezření na žraločí útoky, a proto zůstávají ztráty a úmrtí blízko pobřeží i na moři často nevyřešené či nepublikované.
Z těchto útoků se většina stala ve Spojených státech amerických (53 v 2000, 40 v 2005, a 39 v 2006). V New York Times se v červenci 2008 psalo, že za předchozí rok byl jen jeden smrtelný útok. Průměrně je ve Spojených státech 16 žraločích útoků za rok, z nichž smrtelný je jeden za dva roky. Podle ISAF jsou nejčastější útoky v následujících státech: Florida, Havaj, Kalifornie, Texas, Severní a Jižní Karolína, přestože téměř v každém pobřežním státě došlo k nějakým útokům.
Austrálie má nejvyšší počet smrtelných útoků žraloků na světě, přičemž se nejsmrtelnějším žraločím místem na světě stala Západní Austrálie s celkovými i smrtelnými žraločími kousnutími rostoucími exponenciálně v průběhu posledních 40 let. Od roku 2000 bylo podél pobřeží Západní Austrálie 15 smrtelných žraločích útoků, kde potápěči čelí pravděpodobnosti 1/16 000, že utrží smrtelné žraločí kousnutí.
Mezi další místa častějších žraločích útoků patří ostrov Réunion, Boa Viagem v Brazílii, Makena Beach, Maui, Havaj a Second Beach, Port St. Johns, Jižní Afrika. Jižní Afrika má vysoký počet žraločích útoků s 27% úmrtností.
28. června 1992 se v Recife v Brazílii začaly oficiálně registrovat žraločí útoky na tamějších plážích (hlavně na pláži Boa Viagem). Během více než dvou desetiletí bylo napadeno 62 obětí, z nichž 24 zemřelo. K poslednímu smrtelnému útoku došlo 22. července 2013. Útočili dlouhoploutví a tygří žraloci.
Co nás na žraločích útocích v Recife šokuje je, že tolik z nich je smrtelných - 21 z 56, poměr smrtelných je kolem 37 %. To je mnohem vyšší poměr než poměr úmrtnosti v celém světě, který je v současnosti kolem 16 % (podle zdrojů z Florida State Museum of Natural History).
Místo s největším počtem zaznamenaných útoků je New Smyrna Beach, Florida, USA. Rozvinuté země jako Spojené státy, Austrálie a, do jisté míry, Jižní Afrika, vedou důkladnější dokumentaci žraločích útoků než rozvojové pobřežní země. Rostoucí používání technologie umožnilo Austrálii a Spojeným státům zaznamenávat více dat i od jiných národů, což by mohlo poněkud ovlivnit zaznamenané výsledky. A navíc data pravidelně sbírají i jednotlivci a instituce v Jižní Africe, USA a Austrálii do záznamů, které jsou pravidelně aktualizovány celým výzkumným týmem: International Shark Attack File (ISAF, Mezinárodní seznam žraločích útoků) a Australian Shark Attack File (Australský seznam žraločích útoků).
Floridské muzeum přírodní historie porovnává tyto statistiky s mnohem vyšším poměrem úmrtnosti z jiných příčin. Například průměrně více než 38 lidí ročně zemře v pobřežních státech na úder blesku, zatímco na Floridě je ročně žralokem zabit jeden člověk. Ve Spojených státech, bereme-li v úvahu jen lidi, kteří chodí na pláže, pravděpodobnost, že na člověka zaútočí žralok, je 1 z 11.5 milionu, a pravděpodobnost úmrtí po útoku žraloka je méně než 1 z 264.1 milionů.
Nicméně v jistých situacích je riziko útoku žraloka vyšší. Například, na jihovýchodě Západní Austrálie je pravděpodbnost smrtelného útoku v zimě a na jaře 1 ze 40 000 a pro potápěče je 1 ze 16 000. V porovnání s rizikem vážné či smrtelné cyklistické nehody to znamená 3× větší riziko pro surfaře a 7× větší riziko pro potápěče.

## Druhy žraloků ve žraločích incidentech

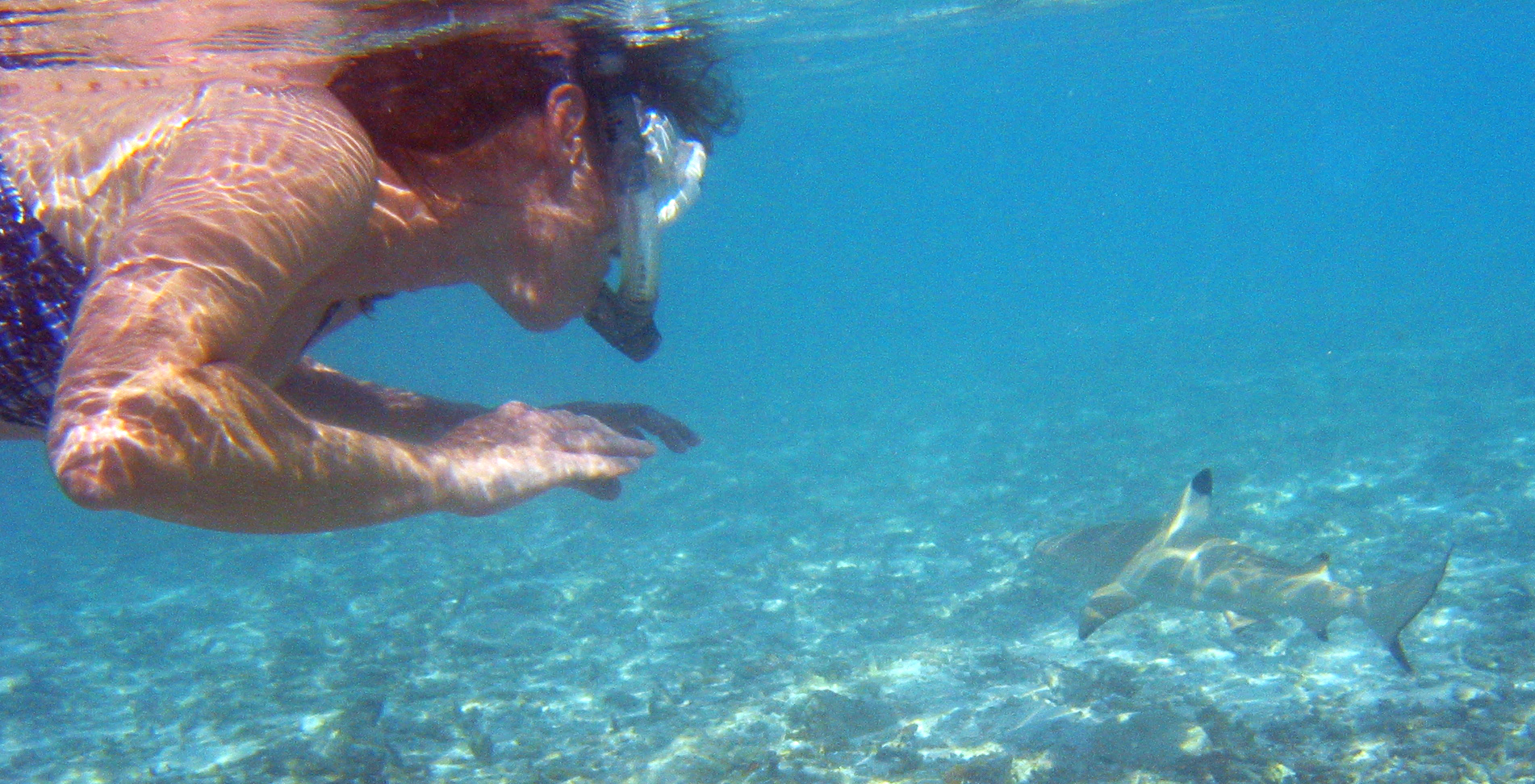
Žralok černoploutvý. Za vzácných okolností, jako je špatná viditelnost, mohou černoploutví žraloci kousnout lidi, když si je spletou s kořistí. Nicméně za normálních okolností jsou neškodní a často docela plaší.

Jen několik druhů žraloků je nebezpečných pro člověka. Jen tři druhy z více než 480 druhů žraloků, jsou zodpovědné za dvouciferné počty smrtelných nevyprovokovaných útoků na lidi: velký bílý, tygří a bělavý;, nicméně žralok dlouhoploutvý  pravděpodobně zabil mnohem více osamělých lidí, než je zahrnuto ve statistice. Tito žraloci jsou velcí, mocní predátoři a mohou někdy zaútočit a zabít lidi; nicméně všichni byli též nafilmováni v otevřené vodě nechráněnými potápěči. Francouzský film Oceans z roku 2010 ukazuje lidi plavající se žraloky v oceánu. Je možné, že žraloci jsou schopni vnímat přítomnost nepřirozených součástí na potápěčích nebo kolem nich, jako polyuretanové potápěčské obleky a vzduchové lahve, což je může vést k přijetí dočasných vetřelců více jako zajímavosti než jako kořisti. Zato neoblečení lidé (surfaři, šnorchlující či plavci) vystavují žralokům mnohem větší povrch kůže. Navíc stačí jen malé stopy krve (nedávné malé škrábnutí, říznutí,...), což může vést žraloky k útoku na člověka v jejich prostředí. Žraloci vyhledávají kořist pomocí elektrorecepce (viz Komunikace zvířat), vnímají elektrická pole generovaná všemi zvířaty díky aktivitě nervů a svalů.

Na rozdíl od tří výše zmíněných druhů, většina útoků žraloků dlouhoploutvých nebyla zaznamenána. Známý výzkumník oceánů Jacques Cousteau popsal dlouhoploutvého jako "nejnebezpečnějšího ze všech žraloků". 

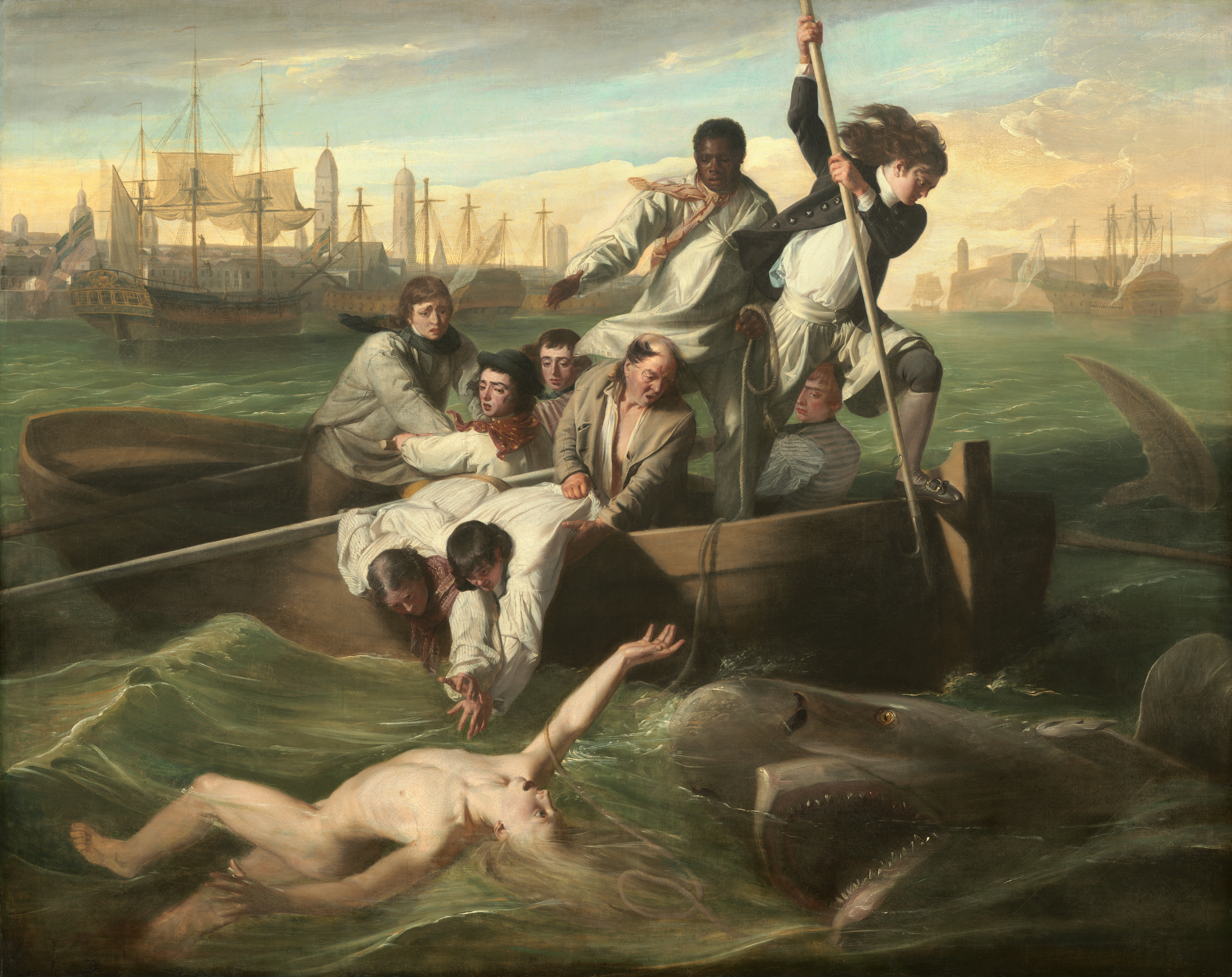
Watson a žralok (Watson and the Shark) od J.S. Copley, založeno na útoku na Brooka Watsona v Havanském přístavu v roce 1749

Moderní statistiky uvádějí dlouhoploutvého žraloka jako zřídka nevyprovokovaně útočícího. Nicméně tento žralok mnohokrát útočil, zejména během první a druhé světové války. Žralok dlouhoploutvý žije na otevřeném moři a zřídka se ukazuje blízko pobřeží, kde se odehrává většina hlášených incidentů. Během světových válek se na otevřeném moři stalo mnoho lodních a leteckých neštěstí, a díky dřívější hojnosti žraloka dlouhoploutvého byl tento druh první na místě, kde se stalo neštěstí.
Nechvalně proslulými příklady útoků dlouhoploutvého žraloka jsou potopení Nova Scotia, britského parníku vezoucího 1000 lidí, který byl torpédován německou ponorkou 18. listopadu 1942 blízko Jižní Afriky. Přežilo jen 192 lidí a mnoho úmrtí se připisuje dlouhoploutvým žralokům. Tentýž druh je podle všeho zodpovědný za 60–80 či více obětí žraloků po torpédování USS Indianapolis 30. července 1945.

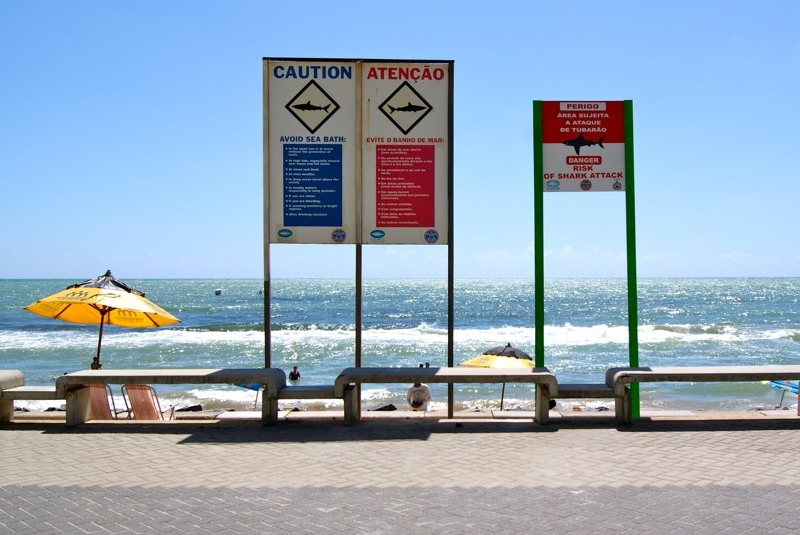
Značky varující před útoky žraloků na pláži Boa Viagem Beach v Recife v Brazílii

Black December zmiňuje přinejmenším 9 žraločích útoků na lidi, které způsobily 6 úmrtí a staly se podél pobřeží provincie KwaZulu-Natal, Jižní Afrika od 18. prosince 1957 do 5. dubna 1958.
Kromě toho, že tyto čtyři druhy jsou zodpovědné za významnou část smrtelných útoků na lidi, mnoho dalších druhů zaútočilo na lidi, aniž by byli provokováni, a jsou v extrémně vzácných případech zodpovědní za smrt člověka. Tato skupina druhů zahrnuje žraloky mako, kladivoun obecný, galapážský žralok, spanilý, černocípý, citronový, hedvábný a modrý. Tito žraloci jsou též velcí a mocní predátoři, které může vyprovokovat i pouhá přítomnost lidí ve vodě na špatném místě ve špatný čas, ale jsou normálně považováni za méně nebezpečné než předchozí skupina druhů.
Večer 16. března 2009 byla na seznam druhů žraloků napadajících lidi přidána nová položka. Při bolestivém, ale ne přímo život ohrožujícím incidentu byl žraločkem brazilským napaden dálkový plavec překonávající Alenuihaha Channel mezi ostrovy Havaj a Maui. Po dvou kousnutích (asi po 15 sekundách) mu však nehrozila okamžitá smrt.

## Typy útoků
Seznamy žraločích útoků používají různá kritéria, jestli byl útok "vyprovokovaný" nebo "nevyprovokovaný." Podíváme-li se na to z pohledu žraloka, útoky na lidi, kteří jsou vnímáni jako hrozba žralokovi nebo konkurence ohrožující žralokův zdroj potravy jsou všechny "vyprovokované". Ani International Shark Attack File (ISAF) ani Global Shark Attack File (GSAF) neřadí ztráty ze vzdušných či mořských neštěstí ani mezi "vyprovokované" ani mezi "nevyprovokované"; tyto incidenty jsou považovány za oddělenou zvláštní kategorii. Posmrtný úklid lidských pozůstatků (typicky utopené oběti) se též nerozdělují na "vyprovokované" a "nevyprovokované". GSAF zařazuje úklidové pokousání pozůstatků jako "sporné incidenty". Nejběžnější kritéria pro rozlišování na "vyprovokované" a "nevyprovokované" jsou rozebrána níže:

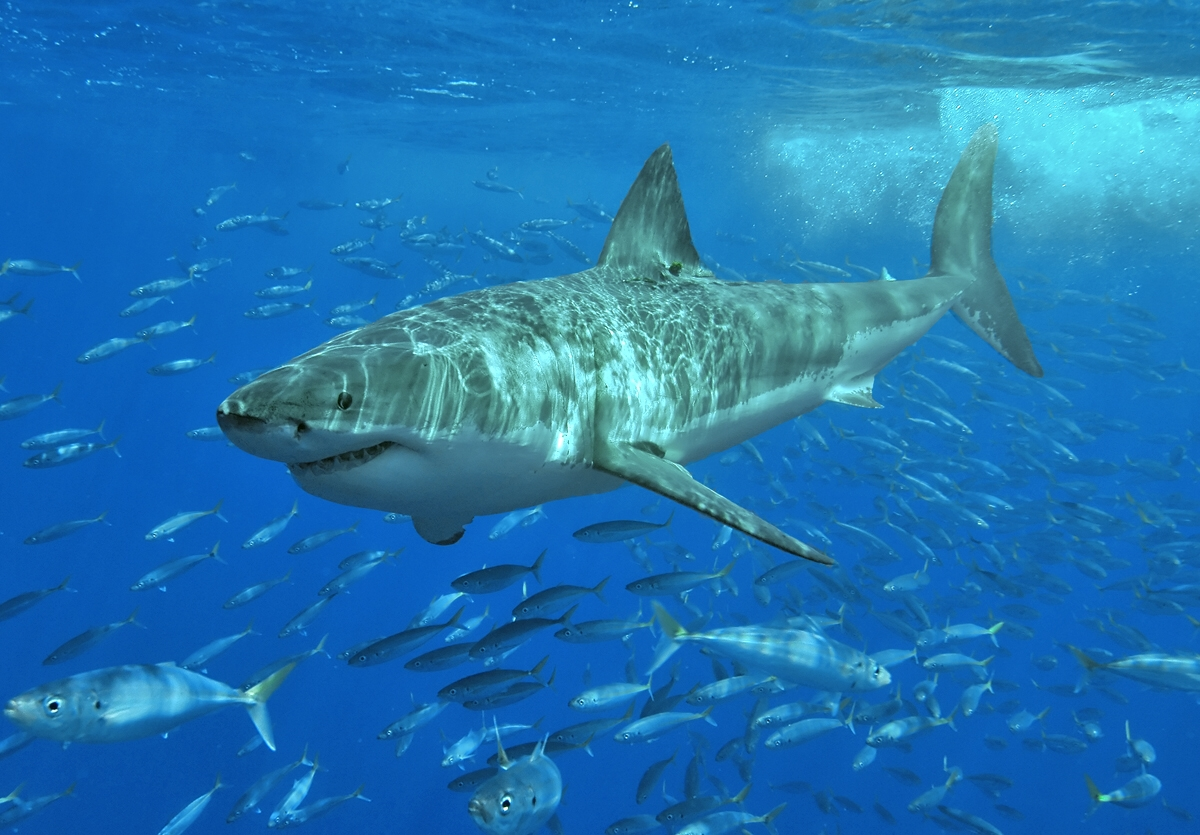
Bílý žralok je první z pouhých čtyř druhů žraloků, které se významně podílejí na statistikách smrtelných nevyprovokovaných útoků na člověka

### Vyprovokovaný útok
Vyprovokovaný útok nastane, když se člověk žraloka dotkne, šťouchá ho, dráždí, píchá, zahákne, zamotá do sítě či jinak naštve/provokuje. Incidenty, které se stanou mimo žralokův přirozený habitat, např. v akváriích a výzkumných ohradách, se považují za vyprovokované, protože se všechny týkají žraloků v zajetí. Někdy lidé nechtěně "vyprovokují" útok, jako když surfař náhodou uhodí žraloka svým prknem.

### Nevyprovokovaný útok
Nevyprovokované útoky jsou iniciovány žralokem - objevují se v přírodním prostředí žraloka na živém člověku a bez lidské provokace. Nevyprovokovaný útok může spadat do tří kategorií:
- Útok udeřit a odplavat – Obvykle není smrtelný. Žralok kousne a potom odpluje; většina obětí žraloka ani nevidí. Toto je nejběžnější typ útoku a typicky se stává v surfovací zóně nebo v temné vodě. Většina těchto útoků je podle všeho výsledkem popletené identifikace.[36]
- Plíživý útok – Oběť žraloka obvykle nevidí a může utrpět několik hlubokých kousnutí. Tento typ útoku je přirozeně predátorský a často bývá proveden s úmyslem sežrat oběť. Ale stává se to extrémně zřídka.
- Útok drcnout a kousnout – Žralok krouží kolem a drcá do oběti před tím, než ji kousne. Ví se, že velcí bílí žraloci to příležitostně dělávají a říká se tomu "testovací kousnutí", při němž se žralok snaží identifikovat, do čeho to kousl. Opakovaná kousnutí, v závislosti na reakci oběti (mlácení sebou a panika mohou vést žraloka k přesvědčení, že oběť je kořist), nejsou vzácné a následky mohou být vážné či smrtelné. Tyto útoky nejsou považovány za výsledek popletené identifikace.[36]

V roce 2011 se stal incident, kdy 3 metry dlouhý žralok skočil do sedmimístného výzkumného plavidla (ostrov Seal, Jižní Afrika). Posádka prováděla studium populace zvířat, přičemž používala jako návnadu sardinky, a tento incident je posuzován jako nehoda.

## Důvody útoků

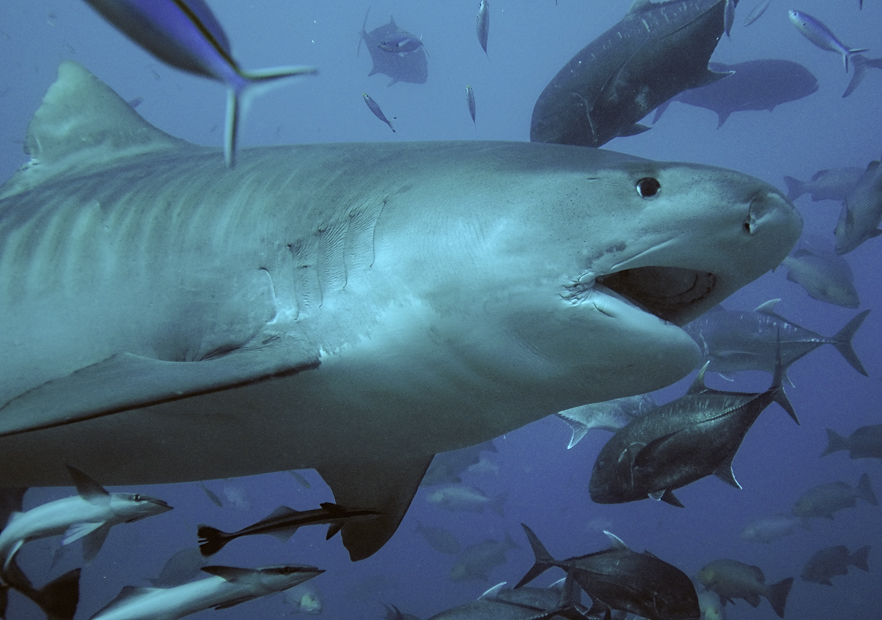
Žralok tygří je původcem druhého největšího počtu útoků na lidi.

Velké druhy žraloků jsou ve svém prostředí dravci na vrcholu potravního řetězce, a proto mají málo strachu z jakékoli jiné bytosti (kromě kosatky dravé), která jim zkříží cestu. Stejně jako většina zkušených lovců jsou zvědaví, když na svém území narazí na něco neobvyklého. Protože nemají končetiny, kterými by mohli hmatat, jediným způsobem, jak prozkoumat objekt nebo organismus, je kousnout do něj; těmto kousnutím též říkáme testovací kousnutí. Obecně jsou žraločí kousnutí průzkumná a zvíře po jednom kousnutí odplave. Například se předpokládá, že průzkumná kousnutí žraloků do surfařů jsou způsobena proto, že si žralok splete surfaře a prkno s tvarem své kořisti. Nicméně i jediné kousnutí může vážně poranit, je-li způsobeno tak mocným predátorem, jako je velký bílý nebo tygří žralok.
Krmení není jedinou příčinou, proč žraloci napadají lidi. Ve skutečnosti lidé nemají pro žraloky dostatečně tučné maso, protože ti potřebují spoustu energie, aby poháněla jejich veliká svalnatá těla.
Žralok normálně udělá jeden rychlý útok a vzdálí se, aby počkal, jestli oběť zemře nebo zeslábne ze šoku a ztráty krve, než se vrátí, aby se nakrmil. Tento postup žraloka chrání před zraněním od poraněného agresivního cíle; na druhou stranu to lidem umožní dostat se z vody a přežít. Žraločí útoky se také mohou přihodit kvůli hájení teritoria nebo naznačení dominance nad jiným druhem žraloků, což vyústí v útok.
Žraloci jsou vybaveni smyslovými orgány nazývanými Lorenziniho ampule, které zjišťují elektřinu generovanou pohybem svalů. Žraločí elektrické receptory, které vnímají pohyb, mohou vnímat, že signály člověka lovícího harpunou jsou podobné těm, které vydává zraněná ryba, což vyústí ve žralokův omyl a útok na člověka. George H. Burgess, ředitel International Shark Attack File, popsal, jak jsou lidé napadáni: "Útoky jsou v podstatě loterie s pravděpodobností založenou na tom, kolik hodin jste ve vodě".

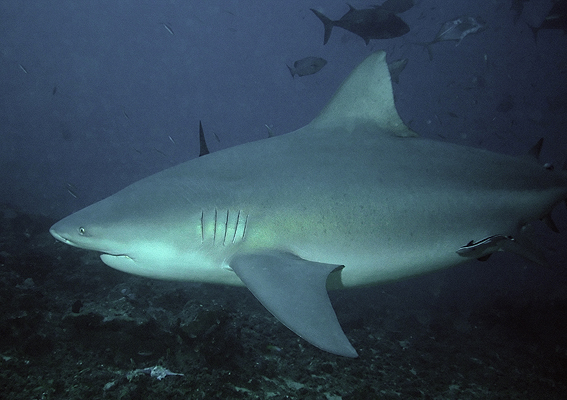
Žralok bělavý je na třetím místě ve statistikách nevyprovokovaných útoků na člověka. Vyskytuje se i ve sladkovodních řekách a jezerech, nejen v oceánech.

## Prevence

### Žraločí sítě
V Austrálii a Jižní Africe se pro snížení rizika útoku žraloků používají žraločí sítě. Od roku 1936 byly žraločí sítě používány na plážích v Sydney. Dnes se používají na plážích v Novém Jižním Walesu (NSW) a Queenslandu. V Queenslandu je pletivem chráněno 83 pláží, v Novém Jižním Walesu 51. Od roku 1952 je chráněno mnoho pláží v Jižní Africe organizací jménem KwaZulu-Natal Sharks Board.
Žraločí sítě neposkytují stoprocentní ochranu, ale pracují na principu "méně žraloků, méně útoků". Snižují výskyty útoků zabíjením žraloků. Redukování místní populace žraloků snižuje pravděpodobnost útoku. Historické statistiky útoků ukazují, že používání žraločích sítí a bubnových linií značně snižuje možnost žraločího útoku, pokud se používají pravidelně a důsledně. Zápornou stránkou žraločích sítí je, že se do nich mohou chytit i jiná zvířata včetně ohrožených druhů.

### Bubnové linie (drumlines)
Bubnová linie je bezobslužná vodní past používaná k nalákání a chytání velkých žraloků díky háčkům s návnadou. Typicky se nasazují blízko populárních pláží pro plavání, s cílem snížit množství žraloků v jejich okolí a tím i pravděpodobnost útoku žraloka. Bubnové linie byly poprvé nasazeny aby chránily uživatele mořského prostředí před žraloky v Queenslandu v Austrálii v roce 1962. Během té doby byly stejně úspěšné ve snižování frekvence útoků žraloků jako žraločí sítě Později byly bubnové linie s velkým úspěchem nasazeny v Recife v Brazílii, kde se při jejich nasazení snížil počet útoků o 97 %. Zatímco žraločí sítě i bubnové linie mají stejný účel, bubnové linie jsou efektivnější, protože jsou zacíleny na ty tři druhy žraloků, které jsou považovány za nejnebezpečnější pro plavce: bělavý, tygří a velký bílý žralok.

### Další metody ochrany

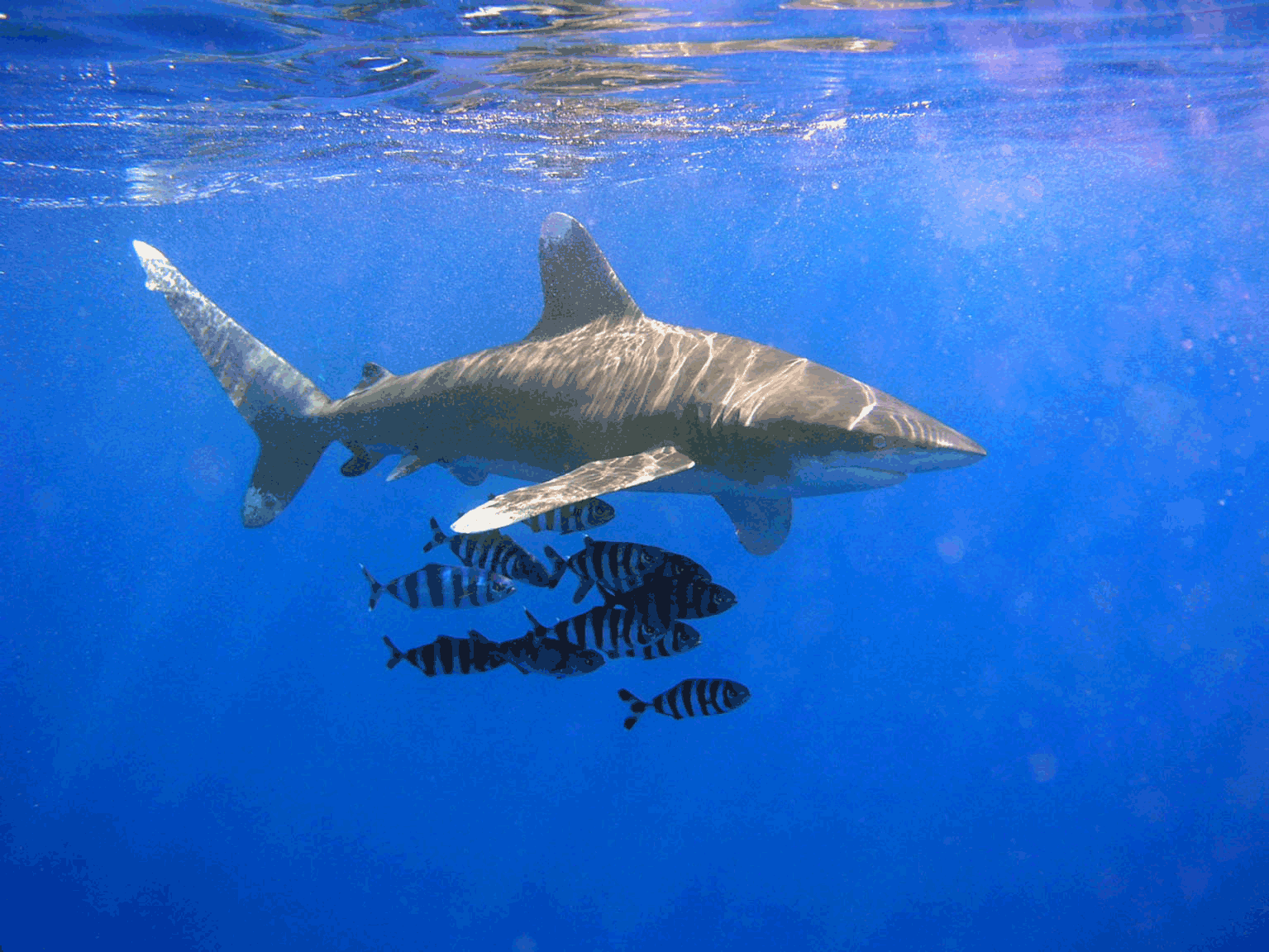
Žraloci dlouhoploutví mnohokrát zaútočili na přeživší ze ztroskotaných lodí nebo letadel; tyto ztráty se těžko potvrzují a jen vzácně jsou zahrnuty do statistik žraločích útoků.

Plavčíci, plážové hlídky a pozorovací lety se běžně používají k ochraně plavců na plážích. Ale letecké patroly (hlídky) mají ve snižování počtu útoků omezenou účinnost. Jiné metody zahrnují značkování žraloků a sledovací a oznamovací systémy, odchyty a transport žraloků do vod vzdálených od pobřeží, výzkum žraločího krmení a chování při hledání potravy, veřejné vzdělávací programy o nebezpečí žraloků a povzbuzování rizikových skupin (surfařů, harpunářů a potápěčů), aby používaly technologie osobní ochrany proti žralokům.

## Dopad zpráv v médiích
Při žraločích útocích na pobřeží Jersey v roce 1916 byli zabiti 4 lidé v prvních dvou týdnech července 1916 podél pobřeží New Jersey a Matawan Creeku v New Jersey. Obecně se označují jako začátek pozornosti médií na žraločí útoky ve Spojených státech amerických
V roce 2010 se devět australských přeživších ze žraločích útoků spojilo, aby propagovali pozitivnější pohled na žraloky. Ti přeživší zvláště upozornili na roli médií v šíření strachu ze žraloků. Filmy jako Čelisti byly příčinou velkého lovení a zabíjení tisíců žraloků. Čelisti měly na lidi významný dopad a daly jim nerealistický pohled na žraloky a způsobily, že se lidé bojí víc než by pravděpodobně měli. Média pokračovala ve využívání tohoto strachu v průběhu let tím, že z útoků dělala senzace a představovala žraloky jako brutální lidožrouty. Existují ale televizní show, jako například Žraločí týden (Shark Week), které jsou věnovány ochraně těchto zvířat. Mohou pomocí vědeckých studií dokázat, že žraloky nezajímá útočení na lidi a obecně si spíš spletou člověka s kořistí.

## Seznam významných obětí
- George Coulthard (1856–1883), australský hráč kriketu a fotbalista
- Rodney Fox (1940–), australský filmař a ochránce přírody[65][66]
- Bethany Hamilton (1990–), americká surfařka
- Brook Watson (1735–1807), britský voják a starosta